# Военно-морские силы Доминиканской Республики
Военно-морские силы Доминиканской Республики (исп. La Armada de la República Dominicana) — один из видов вооружённых сил Доминиканской Республики.

## История
Военно-морские силы были созданы 15 апреля 1844 года в ходе войны за независимость страны и изначально состояли из трёх парусных шхун («Separación Dominicana», «María Chica» и «Leonor»).
По состоянию на начало 1949 года в составе военно-морского флота насчитывалось около 30 мелких судов общим водоизмещением около 7 тыс. тонн.
В 1970 году военно-морские силы насчитывали 4 тыс. человек, 5 патрульных судов, 6 патрульных катеров, 1 корабль береговой обороны и несколько вспомогательных судов.
В 1976 году военно-морские силы насчитывали 3,5 тыс. человек, 3 фрегата, 2 малых противолодочных корабля, 2 тральщика, 12 сторожевых катеров и несколько вспомогательных судов.
В 1981 году США передали военно-морским силам Доминиканской республики признанный устаревшим и выведенный из боевого состава ВМФ США вспомогательный океанский буксир ATA-193.
В конце 1992 года численность военно-морских сил составляла 3 тыс. человек, на вооружении имелось шесть кораблей, 9 сторожевых и патрульных катеров, а также один десантный катер.
В 1997 году военно-морские силы страны базировались на военно-морскую базу «Base Naval 27 de febrero» в Санто-Доминго и насчитывали 5,5 тыс. человек, два десантных и 17 патрульных катеров.
По состоянию на 1 января 2005 года военно-морские силы страны насчитывали 4 тыс. человек и включали в себя подразделение специального назначения, охранное подразделение, 18 патрульных катеров, 4 вспомогательных судна и 5 буксиров.
По состоянию на 1 января 2011 года военно-морские силы страны насчитывали 4 тыс. человек и включали в себя подразделение специального назначения, охранное подразделение, 4 патрульных корабля, 15 патрульных катеров, десантный катер, плавучий док DF-1, 5 вспомогательных судов, 4 буксира и два вертолёта Bell-206A.
В сентябре 2016 года США подарили ВМС Доминиканской Республики 37-футовый патрульный катер Boston Whaler Interceptor стоимостью 800 тыс. долларов США.

## Современное состояние
По состоянию на начало 2022 года, численность ВМС составляла 1,2 тыс. человек, на вооружении имелось два сторожевых корабля, 15 патрульных катеров, один танкодесантный катер и одно учебное судно.